# Scorpia
Scorpia är en fiktiv karaktär i serierna om Spindelmannen.

## Historia
Elaine Colls var en 20-årig mentalpatient som behandlades på Bellevue-sjukhuset. Efter det att den ursprungliga Scorpion avslutade sin karriär som antihjälte valde Silvermane ut henne till att ta Scorpions plats och hon accepterade erbjudandet. Hon fick superkrafter och en dräkt som skyddade henne mot skador genom att skapa elektriska fält runt henne, samt en "svans" av stål som kunde användas till att både skjuta ut gas mot motståndaren och vara ett dödligt slagvapen.
Efter att ha fått sina superkrafter och sin dräkt längtade hon efter att få testa dem i en strid, och Silvermane sände ut henne för att hjälpa Beetle och Hydro-Man att föra Deathlok till honom. Men när hon anlände gav sig Spindelmannen in i striden och besegrade hennes två medhjälpare, han blev förvånad när han såg en ung kvinna i Scorpiondräkt anfalla honom, och Scorpia visade sig vara en värdig motståndare, men hon blev ändå besegrad.
Hon återhämtade sig ganska snabbt och förde den besegrade Deathlok till Silvermane och fick nya order om att lägga sig i bakhåll för Spindelmannen och Daredevil som infiltrerat deras bas.
Hon följer sina order och anfaller kort därpå de båda superhjältarna och Black Cat. Hon lyckades med framgång möta superhjälten och superhjältinnan. Efter en strid slog hon ut Black Cat genom att snabbt springa in bakom henne och fälla henne med ett hårt grepp runt halsen, därefter vände hon sig mot Spindelmannen och lyckades även besegra honom med hjälp av sin svans. Men när båda var besegrade och Scorpia skulle fortsätta sökandet efter sitt mål visar det sig att Black Cat vaknat och skär av Scorpias svans vilket ledder till att hon ramlar ut genom ett fönster med Black Cat, som hon lyckades gripa tag i, efter. Spindelmannen kastar sig efter dem och räddar superhjältinnan och Scorpia faller ner på marken där hon slås medvetslös och grips av polisen.
Hon antas numera sitta inlåst i ett hårdbevakat fängelse.

## Vapen
Svansen, vilken kan användas för att krossa allt som kommer i hennes väg och även spruta ut olika gaser som paralyserar motståndarna.
Hennes dräkt förstärker även hennes styrka och snabbhet till en grad som når långt över Spindelmannens nivå, den kan även bilda olika typer av elektriska kraftfält som kan användas både som sköld och som ett högeffektivt vapen.